# Katako-Kombe
Katako-Kombe is de naam van een plaats en een gebied in de provincie Sankuru van de Democratische Republiek Congo.
De plaats werd in 1904 gevestigd door onderluitenant Henri De Cort (Bwana Toto) die hier een post oprichtte voor Kongo-Vrijstaat. In 2015 werd dit gebied onderdeel van de provincie Sankuru met als hoofdstad Lodja.